# 동학난 (영화)
"동학난"은 1962년 공개된 대한민국의 영화이다.

## 배역
- 신영균 : 순구 역
- 김승호 : 순영 역
- 최남현 : 최갑 역
- 김지미